# Yucateco

La bandera yucateca fue izada el 16 de marzo de 1841 como protesta contra la República Centralista de México. Se izó nuevamente el 21 de agosto de 2023, cuando se formalizó su uso como lábaro estatal.

Denominación de origen «Hecho en Yucatán».

Yucateco es el adjetivo calificativo que se aplica a todo lo relativo al estado mexicano de Yucatán, aunque también, por extensión, se aplica a lo relativo a la península de Yucatán. La palabra encuentra su etimología en el vocablo iucatán y el sufijo de origen náhuatl técatl o eca que significa ‘gente de’. También es el gentilicio aplicado a los originarios, naturales o habitantes de Yucatán, es decir, referente al pueblo yucateco (aquellos nacidos en Yucatán, nacidos en otro estado o país de padres yucatecos o residentes con ciertos años de domicilio, identificación o documentación en Yucatán y que todos los grupos anteriores en común compartan una cultura e historia como parte de dicho pueblo); este gentilicio es comparable con otros usados en Mesoamérica como guatemalteco, chiapaneco, zapoteco, mixteco, mazateco, entre otros. Desde el ángulo jurídico la Constitución Política del Estado Libre y Soberano de Yucatán reconoce, en su artículo 5.º, tres categorías de yucatecos, que corresponden a las tres figuras de derecho aceptadas por la carta magna yucateca, perfectamente equiparables por cuanto a sus derechos y obligaciones políticas y cívicas:
- El nacido en Yucatán. Es yucateco por el "derecho del lugar o del suelo" (Ius soli)
- El hijo de padres yucatecos. Es yucateco por el "derecho de sangre" (Ius sanguinis).
- El domiciliado permanentemente en Yucatán. Es yucateco después de seis meses de residencia honesta, efectiva y comprobable. Lo es por el derecho de naturalización (Ius domicili, en los viejos textos)

Entre los muertos —a quienes las leyes no incumben— o, en lo relativo a lo pretérito, a la historia, hay yucatecos por sinécdoque o por antonomasia. Los padres fundadores: Zamná, Nachi Cocom, Gonzalo Guerrero, los Montejo —padre, hijo, sobrino—; algunos gobernantes foráneos, por ejemplo, Salvador Alvarado; algunos campechanos y quintanarroenses nacidos con anterioridad a la fecha en que Campeche (en 1862) o Quintana Roo (en 1902), hoy estados mexicanos libres y soberanos, fueron escindidos del Yucatán que fue: Justo Sierra, padre e hijo, por citar algunos ejemplos notables, están en tal caso.
- yucateco, se refiere también al español yucateco, una variante del español hablada en Yucatán.[7]

- yucateco, se refiere asimismo al idioma maya yucateco, una de las lenguas mayenses hablada en Yucatán, Campeche, Quintana Roo y Belice.[8] El término yucateco ha sido empleado principalmente en términos científicos y para diferenciar al idioma de otras lenguas mayas de México y Guatemala. En México es más común decir «idioma maya» en vez de «maya yucateco» a diferencia del maya guatemalteco que se habla actualmente en Guatemala.

- yucateco (Ficus microcarpa, higuera de frutos pequeños) es un árbol originario de Asia.